# Ключ від усіх дверей
«Ключ від всіх дверей» (англ. The Skeleton Key) — американський містичний трилер режисера Ієна Софтлі за сценарієм Ерена Крюгера. У США фільм вийшов в прокат 12 серпня 2005 року. Фільм розповідає історію медсестри, яка починає роботу сиділкою на плантації, і заплутується в надприродних таємницях будинку, пов'язаних з магією худу та його колишніми жителями.

## Сюжет
Керолайн Елліс (Кейт Гадсон), якій 25 років, помічниця госпісу, покидає свою посаду в будинку для літніх людей і влаштовується на роботу сиділкою на плантації в Терребонні, штат Луїзіана, щоб доглядати за паралізованим і німим старим Беном Деверо (Джон Герт), який пережив інсульт і якому (за словами його дружини) залишається жити менше ніж місяць. За наполяганням адвоката сім'ї Люка Маршалла (Пітер Сарсґаард), Керолайн приймає цю пропозицію роботи. Дружина Бена — Вайолет (Джина Роулендс), вручає їй ключ, що відмикає всі двері в тридцятикімнатному будинку.
Після спроби Бена втекти зі своєї кімнати під час шторму, Керолайн виявляє, що одну кімнату на горищі ключ відкрити не може. Після розпитування про ту кімнату, Вайолет все ж розповідає історію цього будинку — дев'яносто років тому він належав родині банкіра. У кімнаті на горищі жила подружня пара чорношкірих слуг, на ім'я Тато Джастіфай (Рональд МакКолл) і Мама Сесіль (Джеріл Прескотт), які практикували магію худу, особливість якої в тому, що той, хто не вірить у чаклунство — невразливий для неї. Одного разу банкір влаштовував бенкет з нагоди ювілею банку, і під час святкування гості помічають, що давно не бачили дітей банкіра. Вони починають шукати їх по всій будівлі й виявляють їх на горищі разом з Татом Джастіфаем і Мамою Сесіль, які в цей час проводили якийсь ритуал. Обурені гості вважали за потрібне лінчувати чаклунів. Після цих подій банкір з дружиною загинули при загадкових обставинах (що було витлумачено як передсмертне прокляття Тата Джастіфая). Діти банкіра, брат з сестрою, залишилися жити в будинку. У 1960-х роках вони продали будинок подружжю Бену і Вайолет Деверо.
Керолайн зауважує, що паралізований Бен прагне всіма силами вирватися з дому — дряпає на простирадлі прохання про допомогу, намагається поповзти (що, втім, присікається його дружиною).
Керолайн припускає, що інсульт Бена був спричинений магією худу, але вважає, що його паралітичний стан — це ефект ноцебо, викликаний його власною вірою, а не чимось надприродним. Користуючись порадою своєї подруги Джилл (Джой Браянт), Керолайн відвідує приховану крамницю худу в сусідній пральні, де жінка дає свої вказівки та інгредієнти, для того, щоб вилікувати Бена. Після того, як Керолайн проводить ритуал, Бен відновлює якусь здатність рухатися і говорити, і він благає її забрати його від Вайолет.
Пізніше вона дізнається, що перед смертю Тато Джастіфай працював над заклинанням, яке, продовжуючи життя одній людині, скорочує життя іншого. Вона починає вірити в дію магії худу. Керолайн приходить до висновку, що Вайолет використовувала заклинання проти Бена, щоб продовжити своє життя за рахунок життя чоловіка. Вона шукає підтримки у молодого юриста Люка, який займається заповітом літнього подружжя.
Низка подій призводить до того, що Керолайн, рятуючись на горищі в ритуальній кімнаті від Вайолет і Люка (який виявляється її спільником), окреслює навколо себе захисне магічне коло, яке вона знайшла у Вайолет. Але Вайолет повідомляє їй, що саме цього вони й чекали — коли Керолайн сама повірить в худу, щоб чаклунство змогло вплинути на неї. Крім того, за словами Вайолет, це коло — зовсім не захисне, а є необхідною частиною ритуалу. Після чого Вайолет розпочинає ритуал: прочитавши заклинання, вона штовхає на Керолайн дзеркало, в якому відбивається Мама Сесіль. Коли учасники ритуалу приходять до тями, з'ясовується його справжня суть — обмін тілами.
Виявляється, весь цей час в тілі жінки похилого віку жила душа Мами Сесіль, а в тілі молодого юриста Люка — душа Тата Джастіфая. Паралізованих і позбавлених дару мови Вайолет (в тілі якої тепер заточена душа Керолайн) і Бена (в тілі якого протягом фільму була душа справжнього Люка) відвозять вмирати до лікарні. За «їх» заповітом будинок переходить до Керолайн (тіло якої захопила душа Мами Сесіль).
З кінцівки стає зрозумілим, що Тато Джастіфай встиг застосувати на практиці своє заклинання і в той трагічний день 90 років тому вони з Мамою Сесіль помінялися тілами з дітьми банкіра. Фактично банкір лінчував власних дітей. Потім в 1960-х роках у міру старіння тіл чаклуни переселилися в молоді тіла Бена і Вайолет, а нині — в тіла Люка і Керолайн. Таким чином, подружжя-чаклуни проживають в будинку з 1920-х років.

## У головних ролях
| Актор           | Роль           |
| --------------- | -------------- |
| Кейт Гадсон     | Керолайн Елліс |
| Джон Герт       | Бен Деверо     |
| Джина Роулендс  | Вайолет Деверо |
| Пітер Сарсґаард | Люк Маршалл    |
| Рональд МакКолл | Тато Джастіфай |
| Джеріл Прескотт | Мама Сесіль    |
| Джой Браянт     | Джил Дюпей     |

## Виробництво
Фільм був знятий на плантації «Фелісіті», розташованій на річці Міссісіпі в окрузі Сент-Джеймс, штат Луїзіана.

## Прем'єра та касові збори
Прем'єра фільму у Великій Британії відбулася 29 липня 2005 року, а в США — 12 серпня 2005 року. В Україні прем'єра відбулася 18 серпня 2005 року. Фільм заробив 94 мільйони доларів у всьому світі. У США за перші вихідні він зайняв 16,1 мільйона доларів, досягши другого місця в касових зборах.

## Сприйняття
Агрегатор рецензій Rotten Tomatoes повідомляє, що 37 % зі 149 опитаних критиків дали фільму позитивну рецензію; середня оцінка складає 5,3/10. Консенсус сайту: «Завдяки своєму скрипучому та шаблонному сценарію «Ключ від усіх дверей» більше нагадує мумбо-юмбо, ніж худу, а тому він більше нудний, аніж страшний». Metacritic оцінив його в 47 балів зі 100 на основі 32 оглядів.
На iMDb фільм має рейтинг 6,5 з 10.